# 张之寿
张之寿，清朝人，是一名清朝政治人物。
张之寿曾于1731年接替丁铨任上海县知县一职，1731年由秦士颛接任。